# Аменхотеп III
Аменхотеп III е деветият египетски фараон от XVIII династия. Син на Тутмос IV и царица Мутемуйи. Съпруг на  Тий и баща на  Ехнатон.                
Според различни автори той управлява Египет от юни 1386 до 1349 пр.н.е. или от юни 1388 пр.н.е. до декември 1351 пр.н.е./1350 пр.н.е. след смъртта на баща си Тутмос IV.
Времето на управлението на Аменхотеп III е период на разцвет на древноегипетската цивилизация, отличава се с редкия за този период траен мир. Но това не е мир основаващ се на могъществото на държавата, както по времето на Тутмос III. Войните са изтощили страната. В източната част на Мала Азия се издига силната Хетска държава. Хетите започват да заплашват не само владенията на Митани, но и земите на Сирия. Египет не може да брани североизточните си територии. Това принуждава Аменхотеп III да търси помощта на Митани. Между двете царства се сключват династически бракове. Това не спира Хетите, които се придвижват на юг и завземат градове и крепости в Сирия, принадлежали на Египет. Египет не разполага с военни сили, за да се справи с многобройните неприятели, стесняващи неговите владения в Азия. Аменхотеп III предприема само един военен поход и то на юг, в Етиопия.
Неговото управление се помни най-вече с грандиозното му строителство. В Тива, на западния бряг на р. Нил е построен нов храм на Амон (съвременният Луксор). Недалече от столицата възниква царска резиденция-голям разкошен дворец, а близо до него, на север-заупокоен храм на фараона, пред пилоните на който са издигнати две огромни статуи на Аменхотеп III, наричани от гърците колоси на Мемнон.
В безметежното на пръв поглед време на Аменхотеп III се зараждат центробежните сили, които постепенно подкопават стабилността на държавата. Това е все още незабележимата борба между две групировки в средите на управляващата класа. Интересите на потомствената аристокрация (столична и номова), от една страна, и на новите социални слоеве, които формират чиновническата аристокрация, от друга, стават все по-непримирими.